# Premi Prudenci Bertrana de novel·la
El premi Prudenci Bertrana de novel·la és un premi literari de novel·la en llengua catalana que forma part dels Premis Literaris de Girona. És atorgat per la Fundació Prudenci Bertrana. A causa de les retallades, l'any 2013 el premi es va reduir de 42.000 a 30.000 euros, i la novel·la va passar a publicar-se al mes de novembre. Les vendes de la novel·la guanyadora oscil·len aproximadament entre els 5.000 i els 10.000 exemplars.

## Història
El premi va ser creat el 1968 com a reacció al premi Inmortal Ciudad de Gerona que havia convocat l'ajuntament franquista. Els primers tràmits els va realitzar el Centre Artístic, encara que les 150.000 pessetes de dotació del primer premi les van aportar 65 persones i 10 entitats. La primera cerimònia del premi es va celebrar l'1 de juny de 1968 al Teatre Municipal de Girona.

## Guanyadors
- 1968: Manuel de Pedrolo per Estat d'excepció
- 1969: Avel·lí Artís-Gener per Prohibida l'evasió
- 1970: Vicenç Riera Llorca per Amb permís de l'enterramorts
- 1971: Terenci Moix per Siro o la increada consciència de la raça
- 1972: Oriol Pi de Cabanyes per Oferiu flors als rebels que fracassaren
- 1973: Biel Mesquida per L'adolescent de sal
- 1974: Declarat desert pel jurat
- 1975: Baltasar Porcel per Cavalls cap a la fosca
- 1976: Quim Monzó per L'udol del griso al caire de les clavagueres
- 1977: Antoni-Lluc Ferrer per Dies d'ira a l'illa
- 1978: Lluís Fernández i González per L'anarquista nu
- 1979: Declarat desert pel jurat
- 1980: Carme Riera per Una primavera per a Domenico Guarini
- 1981: Lluís Racionero per Cercamon
- 1982: Josep Lluís Seguí i Rico per Biografia de J. L.
- 1983: Jaume Cabré per Fra Junoy o l'agonia dels sons
- 1984: Joaquim Soler per Cambra de bany
- 1985: Declarat desert pel jurat
- 1986: Ferran Cremades per Hotel Àfrica
- 1987: Declarat desert pel jurat
- 1988: Declarat desert pel jurat
- 1989: Jaume Melendres i Joan Abellan per La dona sense atributs
- 1990: Josep Lozano per Ofidi
- 1991: Maria Antònia Oliver per Joana E.
- 1992: Jaume Cabré per Senyoria
- 1993: Sergi Pàmies per L'instint
- 1994: Ramon Solsona per Les hores detingudes
- 1995: Maria Mercè Marçal per La passió segons Renée Vivien
- 1996: Antoni Marí per El camí de Vincennes
- 1997: Baltasar Porcel per Ulisses a alta mar
- 1998: Imma Monsó per Com unes vacances
- 1999: Martí Domínguez per El secret de Goethe
- 2000: Lluís-Anton Baulenas per La felicitat
- 2001: Vicenç Villatoro per La ciutat del fum
- 2002: Jordi Arbonès per Matèria fràgil
- 2003: Julià de Jòdar per L'home que va estimar Natàlia Vidal
- 2004: Declarat desert pel jurat
- 2005: Maria Barbal per País íntim
- 2006: Alfred Bosch per Inquisitio
- 2007: Declarat desert pel jurat
- 2008: Sílvia Soler per Petons de diumenge
- 2009: Màrius Carol per L'home dels pijames de seda
- 2010: Agnès Rotger i Nadia Ghulam per El secret del meu turbant
- 2011: David Cirici per I el món gira
- 2012: Patrícia Gabancho per La neta d'Adam[4][5][6]
- 2013: Iolanda Batallé per Faré tot el que tu vulguis[1]
- 2014: Antoni Pladevall per El dia que vaig fer vuit anys[7]
- 2015: Albert Villaró per La bíblia andorrana[8]
- 2016: Xevi Sala Puig per I ens vam menjar el món[9]
- 2017: David Nel·lo, per Melissa i Nicole[10]
- 2018: Maria Carme Roca, per El far[11]
- 2019: Montse Barderi, per La memòria de l'aigua[12]
- 2020: Núria Esponellà, per Ànima de tramuntana[13]
- 2021: Tània Juste, per Amor a l'art[14]
- 2022: Martí Gironell per El fabricant de records[15]
- 2023: Jordi Solé per L'any que vaig estimar Ava Gardner[16]
- 2024: Pilar Rahola per Cornèlius, l’almogàver
- 2025: Pep Prieto per Rosita[17]